# Hydroptila kumanskii
Hydroptila kumanskii är en nattsländeart som beskrevs av Malicky 1974. Hydroptila kumanskii ingår i släktet Hydroptila och familjen smånattsländor. Inga underarter finns listade i Catalogue of Life.